# 台湾鉄路管理局DR1000型気動車 (初代)
DR1000型気動車（ディーアール1000がたきどうしゃ）は、かつて台湾鉄路管理局（台鉄）で運用されていた気動車である。準同型のDR1010型気動車についても本稿で述べる。

## 概要

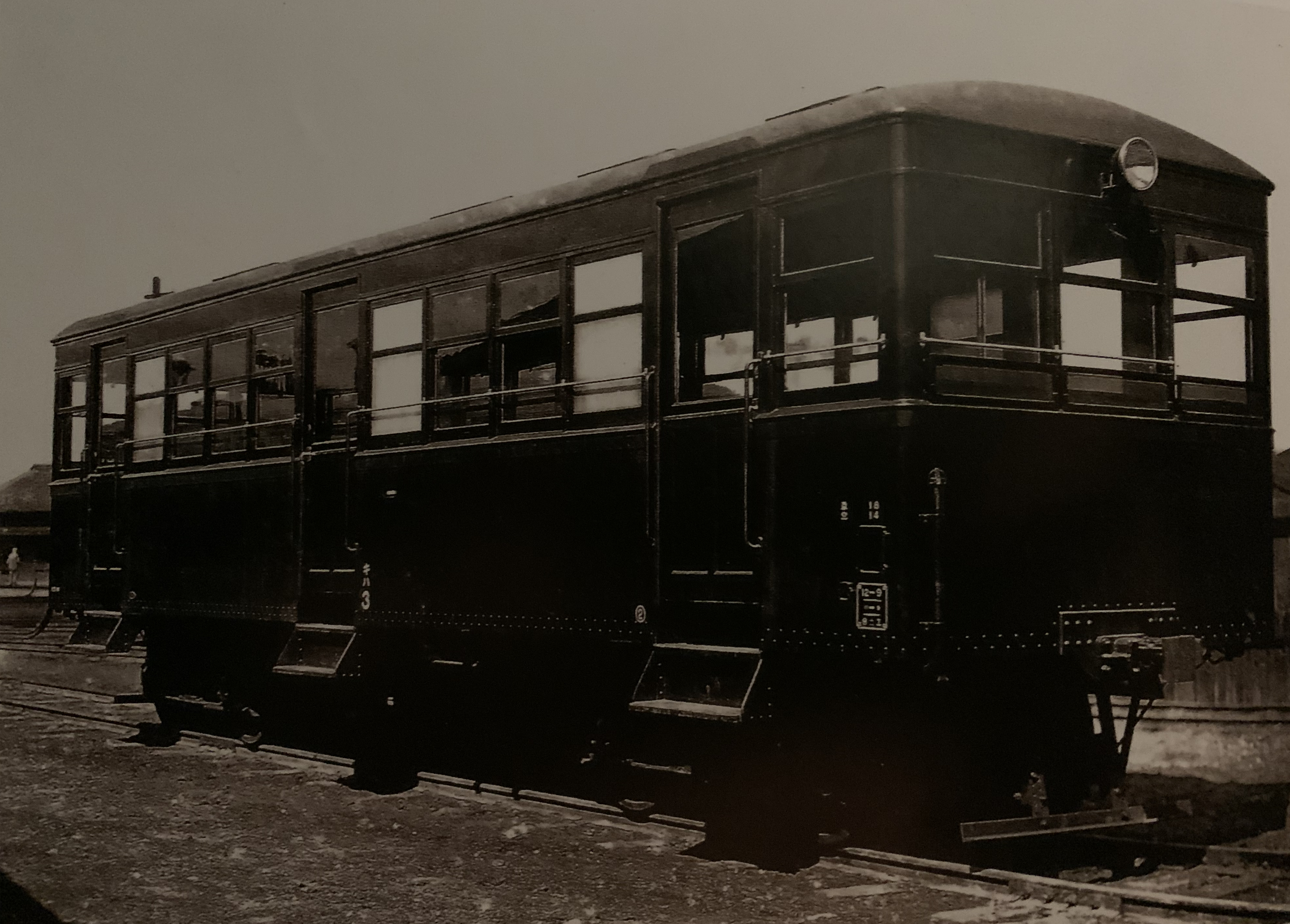
台湾総督府鉄道キハ1形気動車

この車両の前身は台湾総督府鉄道が1930年（昭和5年）に日本車輌製造より購入したキハ1形気動車である。淡水線で運用されていた汽車会社製のジ1形蒸気動車の置き換え用に4両を購入した。非貫通の正面三枚窓で客用扉は片開き片側3扉であった。発動機は同時期の内地のガソリンカー同様にウォーケシャー（Waukesha Engines）6SL、75馬力を搭載していた。続いて同じく日本車輌よりキハ10形気動車を8両購入した。こちらは客用扉が片開き片側2扉のクロスシートであった。
キハ1形は北淡線や縦貫線の台北 - 桃園間に、キハ10形は南部の台中 - 彰化間、高雄 - 台南間で運用されていた。第二次世界大戦後それぞれGA1000型ガソリンカー、GA1010型ガソリンカーと改番されたが、整備不良のためエンジンを外し客車代用として使用されていた。他のガソリンカーがエンジン換装と共に改番されたのに併せてDR1000型ディーゼルカー（初代）、DR1010型ディーゼルカーと改番されたが依然としてエンジンは搭載されなかった。その後1960年代に両形式とも廃車、解体となった。